# Manoi
Manoi oder Phom Ma Noi (voller Thronname Somdet Brhat Chao Bhumi Maha Nawi; * im späten 18. Jahrhundert; † 1821 in Bangkok) war von 1813 bis 1820 Prinzgouverneur im von den Siamesen beherrschten Königreich Champasak.

## Leben
Manoi war ein Neffe von König Sayakumane (reg. 1738 bis 1791), sein Vater war dessen jüngster Bruder Prinz (Anga Sadet Chafa Jaya) Raja Varman Suringha (Sourinhô). Seine Ausbildung erhielt er im Elternhaus sowie in Bangkok. Er wurde nach dem Tod seines Cousins Nu 1813 zum Chao Mueang Nakhon Champasak (Prinzgouverneur von Champasakti) ernannt. Nachdem er einen größeren Aufstand im Süden des Reiches nicht eindämmen konnte, flüchtete er nach Bangkok, wo er seine letzten Tage verbrachte.
Manoi starb 1821 und hinterließ sechs Söhne:
1. Prinz (Anga Sadet Chao Fa Jaya) Anga (Un)
2. Prinz (Anga Sadet Chao Fa Jaya) Nudha (Nud), der wiederum einen Sohn hatte
  1. Prinz (Brhat Chao Uparat) Bima Bisana Buvanarabarna (Phimphisan Bualaphan), seit 1870 Maha Uparat von Champasak, † 1876
3. Prinz (Anga Sadet Chao Fa Jaya) Singha (Saeng), Maha Uparat seit 1863; † 1870, einen Sohn
  1. Prinz (Sadet Chao) Suriya (Sua)
4. Prinz (Anga Sadet Chao Fa Jaya) Buna (Bun oder Boun)
5. Prinz (Anga Sadet Chao Fa Jaya) Chandra (Chan), seit 1870 Chao Raja Varman
6. Prinz (Anga Sadet Chao Fa Jaya) Chula (Chu), seit 1855 Maha Uparat und zwischen 1858 und 1862 Administrator des Reiches; † vor 1870